# 歩いて行こう

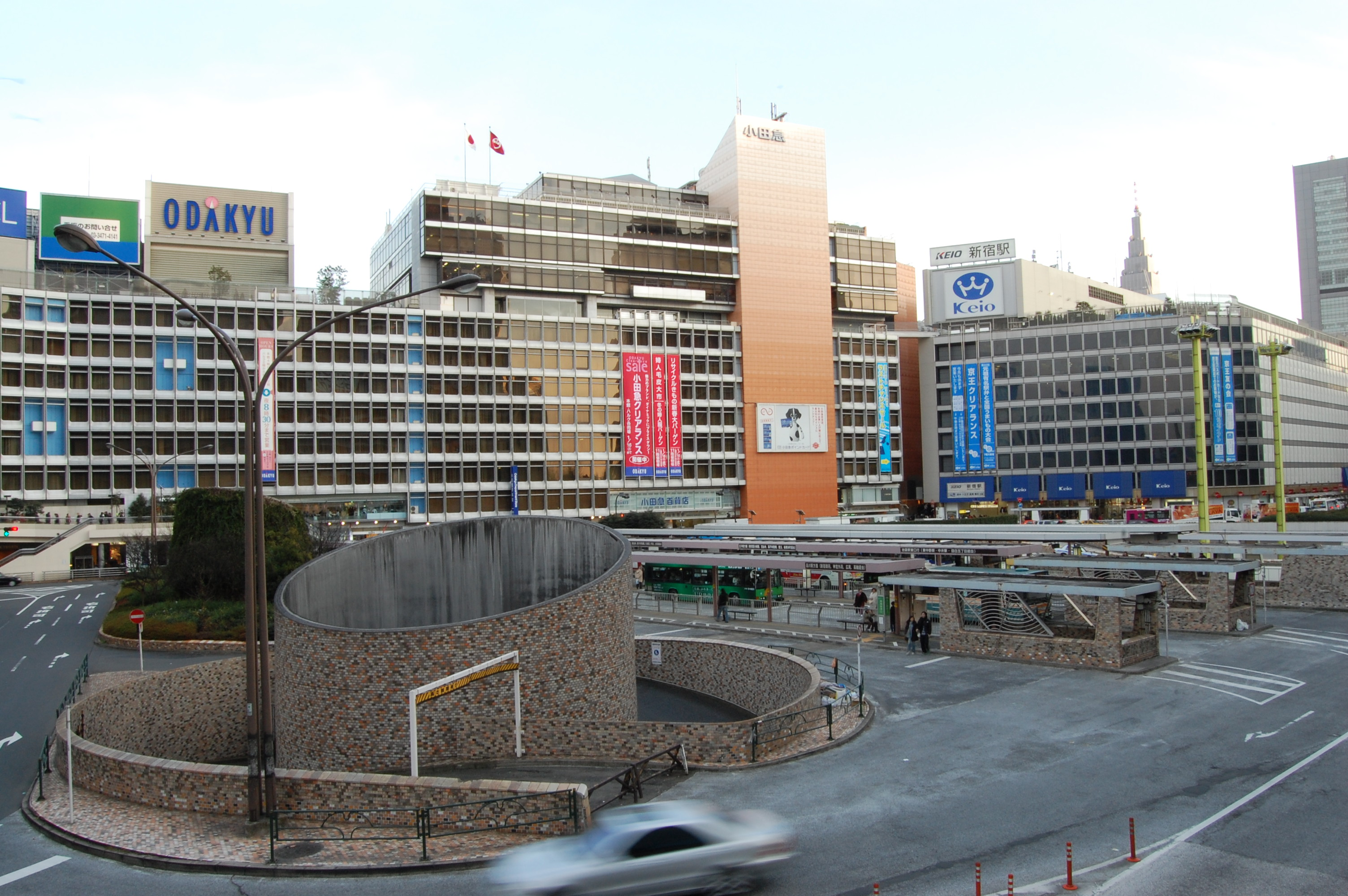
映像の一部に登場した新宿駅西口

「歩いて行こう」（あるいていこう）は、日本の楽曲。作詞：麻生たかし、作曲：羽根田武邦、編曲：葵まさひこ、歌：ジャッケルス。
1971年12月、NHKの『みんなのうた』で紹介。社会に出る人を旅立つ様子に例え、当時流行の1970年代フォークソングで綴る歌。当時の『みんなのうた』では珍しいフォークソングである。映像は実写で、ギターを抱えた男が田園を中心に、東京の銀座・丸の内・新宿駅西口などを旅する様子が映されている。
LP・CD・DVD化はいずれもされていなかったが、『みんなのうた発掘プロジェクト』により映像が提供され、2012年3月15日深夜（3月16日未明）放送の『みんなのうた発掘スペシャル』内で、40年2ヶ月ぶりの再放送となり、2018年12月-2019年1月にはラジオのみであるが、47年ぶりに定時番組で再放送した。
なおこの間の1991年4月29日にNHK総合テレビで放送された『みんなのうた』30周年特別番組『特集みんなのうた 30年〜787曲の思い出〜』では、ゲストの一人・相原勇が歌唱した。